# Menhire von Lespurit Ellen
Die drei Menhire von Lespurit Ellen (auch Lespurit-Quélen geschrieben) befinden sich in dem Tal, das Plovan von Peumerit trennt, bei Quimper in der Cornouaille im Département Finistère in der Bretagne in Frankreich.
Ein etwa 5,4 m hoher Menhir, der höchste in der Region, steht noch.

Menhire von Lespurit Ellen
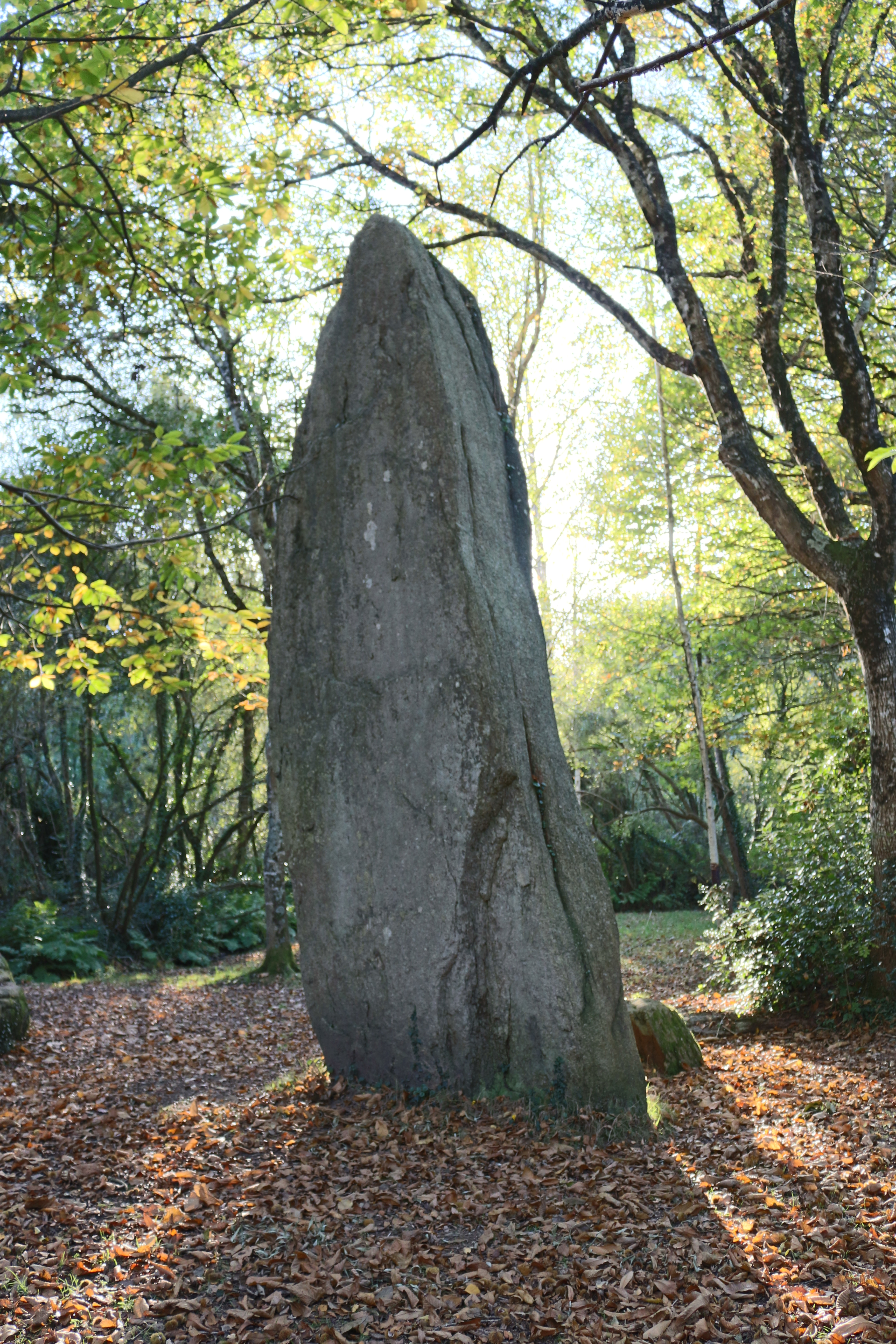
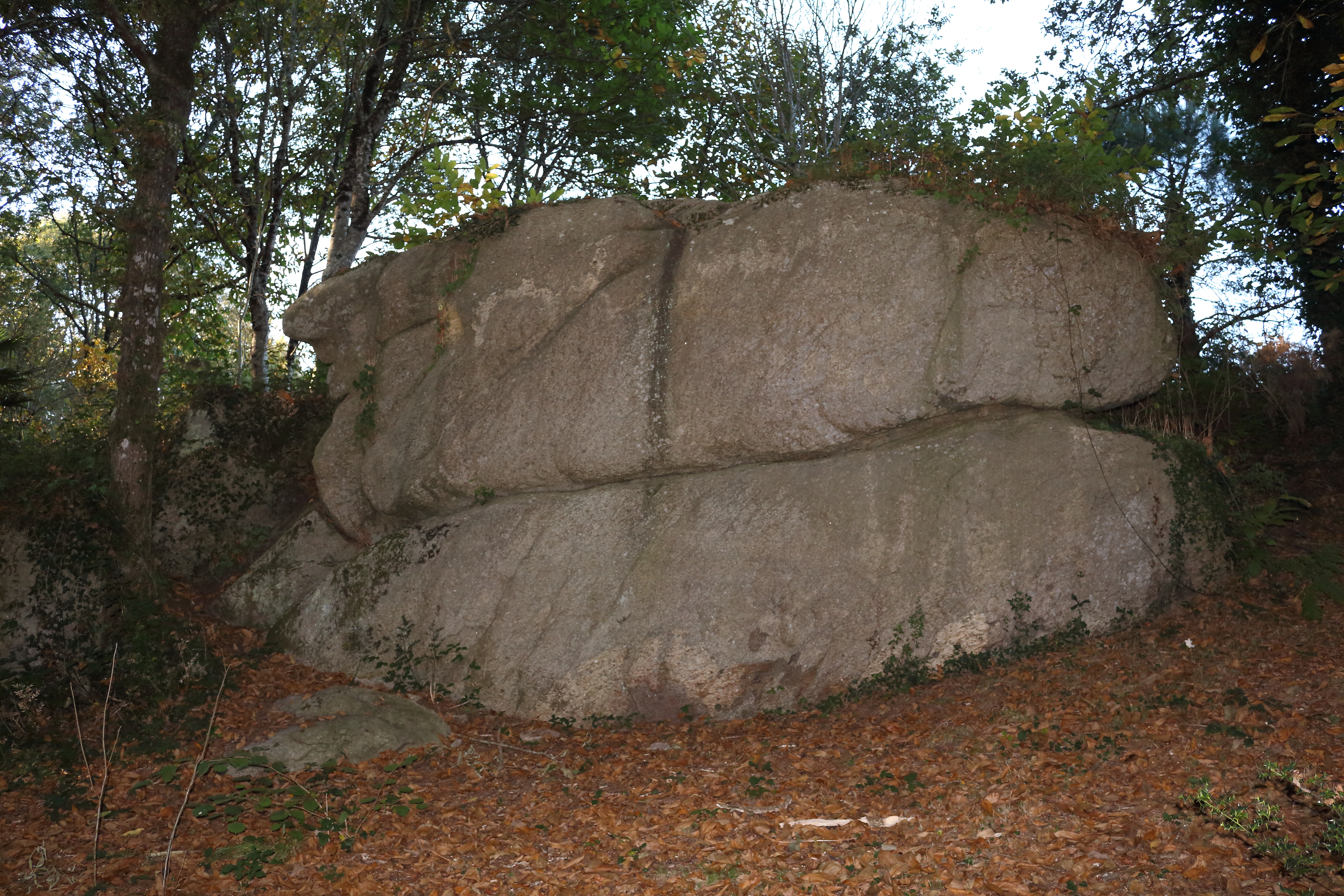
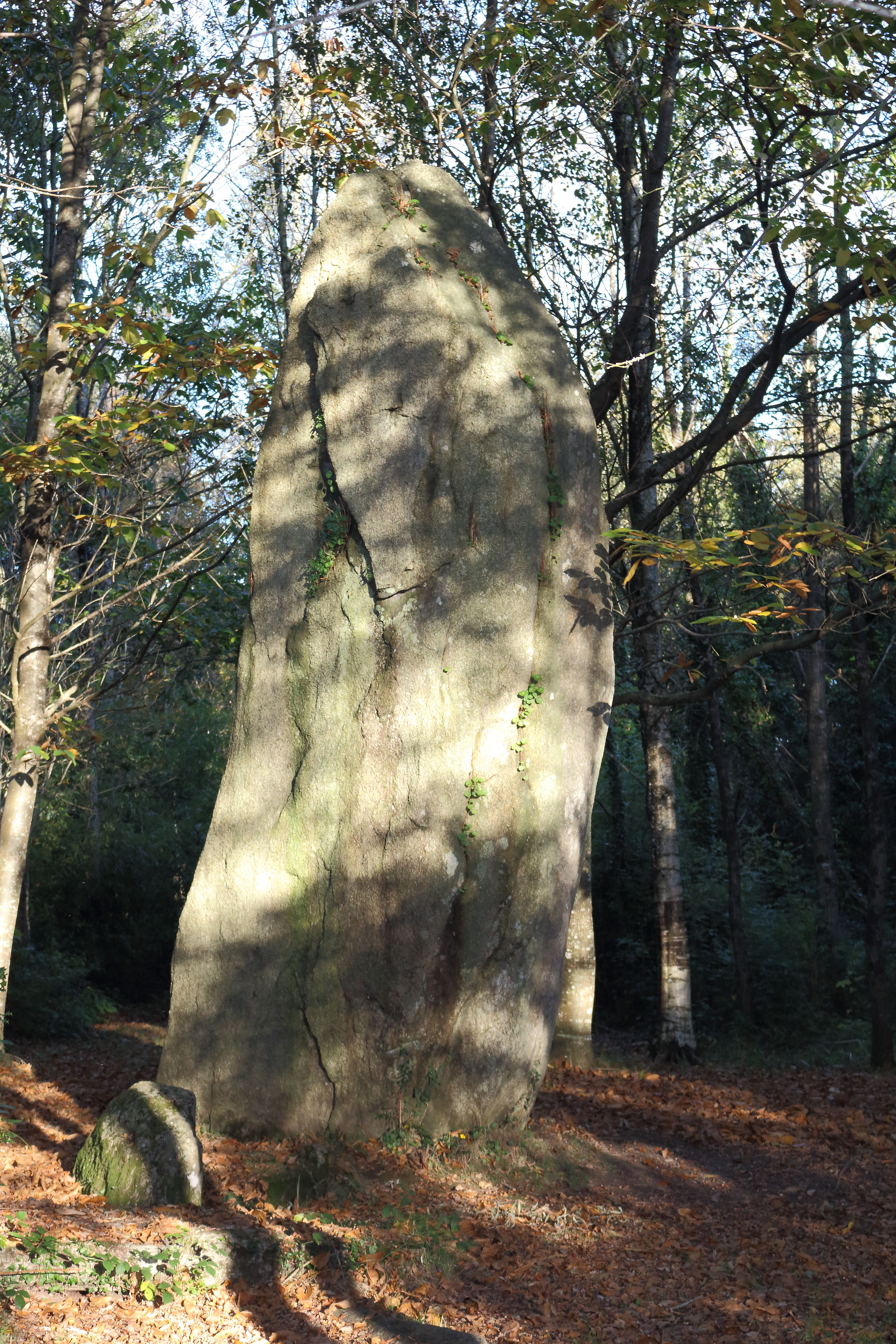
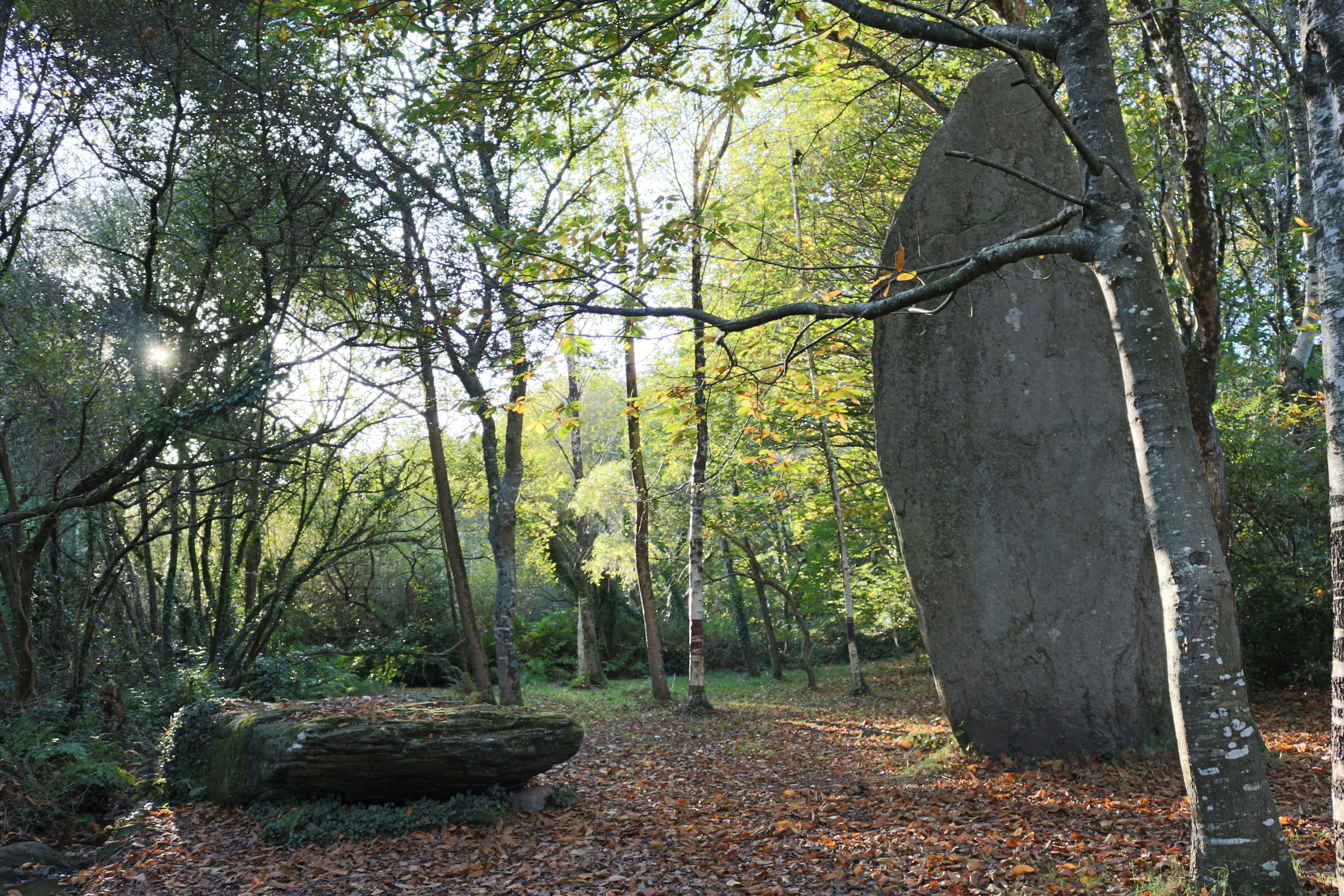

In der Nähe liegt der Dolmen von Penquélenne.